# Grzybowo (powiat Kołobrzeski)
Grzybowo is een dorp in de Poolse woiwodschap West-Pommeren. De plaats maakt deel uit van de gemeente Kołobrzeg en telt 630 inwoners.
De plaats ligt aan de kust van de Oostzee ten oosten van de Pommerse Bocht en heeft geen natuurlijke haven. Het zandstrand is populair bij badgasten.